# Une nuit à Goboto
Une nuit à Goboto (titre original : A Goboto Night) est une nouvelle de Jack London publiée aux États-Unis en 1911.

## Historique
La nouvelle est publiée initialement dans The Saturday Evening Post, le 30 septembre 1911, avant d'être reprise dans le recueil A Son of the Sun en mai 1912.

## Éditions

### Éditions en anglais
- A Goboto Night, dans The Saturday Evening Post, 30 septembre 1911.
- A Goboto Night, dans le recueil A Son of the Sun, un volume chez  Doubleday, New York, mai 1912.

### Traductions en français
- Une nuit à Goboto, traduction de Louis Postif, Paris, Hachette, 1936.
- Une nuit à Goboto, traduction de Louis Postif, in Journal d’Extrême-Orient, Saigon, en feuilleton d’avril à mai 1954.
- Une nuit à Goboto, traduction de Louis Postif, Paris, 10/18, 1978.

## Adaptation à la télévision
- 1959 : The Little White Church on Goboto , épisode 1 de la saison 2 de Captain David Grief (en), réalisé par Stuart Heisler et diffusé le 20 septembre 1959 sur le réseau CBS, avec Maxwell Reed (en) dans le rôle de David Grief.

## Sources
- (en) Jack London's Works by Date of Composition
- http://www.jack-london.fr/bibliographie